# او-۵۶۲
او-۵۶۲ (به آلمانی: U-562) یک او-بوت کریگس‌مارینه از نوع ۷سی بود.